# Nazim Hikmet
Nazim Hikmet Ran (Solun, 15. siječnja 1902. – Moskva, 3. lipnja 1963.), poznatiji kao Nazim Hikmet, bio je turski pjesnik, dramski pisac, romanopisac, scenarist i redatelj. Opisivan kao "romantični komunist" i "romantični revolucionar", više puta je bio zatvaran zbog svojih političkih uvjerenja pa je veći dio svog odraslog života proveo u zatvoru ili u izbjeglištvu. Njegova poezija prevedena je na više od pedeset jezika.

## Porodica
Prema Hikmetovim riječima, bio je turskog, njemačkog, poljskog i gruzijskog podrijetla. Hikmetova je majka potjecala iz ugledne obitelji s pretežno cerkeskim (adyghejskim) korijenima te vezom s poljskim plemstvom. S očeve strane imao je tursko podrijetlo.

## Mladost
Rođen je 15. siječnja 1902. godine u Solunu, gdje je njegov otac služio kao osmanlijski činovnik. Pohađao je Tašmektep osnovnu školu u okrugu Goztepe u Istanbulu, a kasnije se upisao u juniorsko odjeljenje prestižne srednje škole Galatasaraj u oblasti Bejoglu, gdje je počeo da uči francuski jezik. Godine 1918. diplomira na Otomanskoj pomorskoj školi na Hejbeliadi. Njegovi školski dani su se podudarali s periodom političkog prevrtanja, za vrijeme kojeg je otomanska vlada ušla u Prvi svjetski rat u savezu s Njemačkom. Kratak vremenski period bio je pomorski časnik na osmanskoj krstarici Hamidije; međutim, 1919. godine se ozbljno razbolio i zbog nemogućnosti da se u potpunosti oporavi, 1920. godine biva isključen iz pomorske službe. 
Godine 1921. zajedno sa svojim prijateljima (Vali Nuredin, Jusuf Zija Ortač i Faruk Nafiz Čamlibel), otišao je u Anadoliju kako bi se pridružio Turskom ratu za nezavisnost. Odatle je otišao u Ankaru (zajedno s Vali Nuredinom), gdje je bilo središte turskog oslobodilačkog pokreta. U Ankari su im predstavljeni Mustafa Kemal Paša (Ataturk) koji je želio da dvojica prijatelja napišu pjesmu koja bi pozivala i nadahnula dobrovoljce iz Turske u Istanbulu i drugdje da se pridruže njihovoj borbi. Ova pjesma je bila veoma cijenjena, a Muhitin Birgen odlučuje da ih postavi za nastavnike u Bolu, umjesto da ih pošalje na bojišnicu kao vojnike. Međutim, njihovi komunistički stavovi nisu bili cijenjeni od strane tamošnjih konzervativnih čelnika, pa odlučuju otići u Batumi, u gruzijsku sovjetsku socijalističku republiku kako bi svjedočili rezultatima Ruske revolucije iz 1917. godine, dolazeći tamo 30. rujna 1921. godine. U srpnju 1922. godine, dvojica prijatelja odlaze u Moskvu, gdje je Ran studirao ekonomiju i sociologiju na Komunističkom univerzitetu ranih 1920-ih godina. Na njega su utjecali umjetnički eksperimenti Vladimira Majakovskog i Vsevoloda Mejerholda, kao i ideološke vizije Lenjina.

## Kasnije godine i ostavština
Uhićen je 1938. zbog navodnog poticanja vojske i naroda na pobunu i osuđen na 28 godine i 4 mjeseca stroge robije. 8. travnja 1950. godine počinje štrajk glađu u znak prosvjeda protiv neuspjeha turskog parlamenta da uključi zakon o amnestiji na svoj dnevni red prije nego prestane s radom zbog nadolazećih izbora. Tada je prebačen iz zatvora iz Burse, najprije u ambulantu zatvora Sultanahmet u Istanbulu, a kasnije u zatvor Pašakapisi. Ozbiljno bolestan, Ran pauzira štrajk 23. travnja. Zahtjevi njegovog liječnika da ga liječe u bolnici tri mjeseca vlast je odbila. Kako se njegov status zatvorenika nije promijenio, nastavio je štrajk glađu 2. svibnja.
Ranov štrajk glađu odjeknuo je širom zemlje. Potpisivane su peticije i objavljen je časopis nazvan po njemu. Njegova majka Dželile započela je štrajk glađu 9. svibnja, a sljedećeg dana štrajk započinju poznati turski pjesnici Orhan Veli, Melih Dževdet i Oktaj Rifat. S obzirom na novu političku situaciju nakon izbora održanih 14. svibanja 1950. godine, štrajk je okončan pet dana kasnije, 19. svibnja, kada je konačno oslobođen nakon donošenja općeg zakona o amnestiji od strane nove vlade.
Ran bježi iz Turske u Rumunjsku brodom preko Crnog mora, a odatle se seli u SSSR. Zbog što je u sovjetskom bloku jedina priznata turska manjina postojala u komunističkoj Bugarskoj, njegove knjige su odmah objavljene u Bugarskoj, kako na turskom, tako i na bugarskom. Komunističke vlasti u Bugarskoj su ga slavile kao "pjesnika slobode i mira".
Ran je umro od srčanog udara u Moskvi 3. lipnja 1963. godine u 61. godini. Pokopan je na čuvenom Novodevičjem groblju u Moskvi, gdje je njegov impozantni spomenik i danas mjesto hodočašća Turaka, komunista i mnogih ljudi iz cijelog svijeta. Njegova posljednja želja koja nikad provedena, bila je da ga pokopaju na bilo kojem seoskom groblju u Anadoliji. 
Usprkos progonu turski je narod oduvijek poštovao Nazama Hikmeta. Njegove pjesme koje prikazuju ljude na selu, sela i gradove svoje domovine (Memleketimden İnsan Manzaraları), kao i Turski rat za nezavisnost (Kurtuluş Savaşı Destanı) i turske revolucionare (Kuvâyi Milliye) ubrajaju se među najveća patriotska književna djela Turske. 
Ran je imao poljsko i tursko državljanstvo. Tursko su mu oduzeli 1959. godine, a vratili tek 2009. godine.

### Drame
- Lubanja (1932, Kafatası)
- Zaboravljeni čovjek (1935, Unutulan Adam)
- Ferhad i Širin (1965, Ferhad ile Şirin)

### Romani
- Život je dobar, brate (1967, Yaşamak Güzel Şey Be Kardeşim)
- Krv ne govori (1965, Kan Konuşmaz)

### Poezija
- İlk şiirler
- 835 satır
- Kuvâyi Milliye
- Yatar Bursa Kalesinde
- Memleketimden insan manzaraları : (insan manzaraları)
- Yeni şiirler : (1951–1959)
- Son şiirleri : (1959–1963)

## Vanjske poveznice
- https://www.marxists.org/subject/art/literature/nazim/
- http://www.politika.rs/scc/clanak/70430/Pomilovanje-turskog-pesnika-posle-pola-veka
- https://web.archive.org/web/20081203160532/http://www.siirgen.org/siir/n/nazim_hikmet
- https://librivox.org/author/8378?primary_key=8378&search_category=author&search_page=1&search_form=get_results